# Volta a Hongria 2023
La Volta a Hongria 2023 va ser la 44a edició de la Volta a Hongria. La cursa es va disputar entre el 10 i el 14 de maig de 2023, amb un recorregut de 880,2 km distribuïts cinc etapes. La cursa formava part del calendari UCI Europa Tour 2023 amb una categoria 2.1.
La victòria final fou pel suís Marc Hirschi (UAE Team Emirates), que fou acompanyat al podi per Ben Tulett (Ineos Grenadiers) i Yannis Voisard (Tudor Pro Cycling), segon i tercer respectivament.

## Equips
L'organització convidà a prendre part en la cursa a 22 equips: nou equips de categoría UCI WorldTeam, nou equips continentals professionals, tres equips continentals i una selecció nacional:
| WorldTeams (9)- Alpecin-Deceuninck - Bahrain Victorious - Bora-Hansgrohe - Ineos Grenadiers - Soudal Quick-Step - Team DSM - Team Jayco AlUla - Trek-Segafredo - UAE Team Emirates ProTeams (9)- Caja Rural-Seguros RGA - Eolo-Kometa - Human Powered Health - Israel-Premier Tech - Lotto Dstny - Q36.5 Pro Cycling Team - Team Flanders-Baloise - Team Novo Nordisk - Tudor Pro Cycling Team Equips continentals (3)- ATT Investments - Sofer-Savini Due-OMZ - Epronex-Hungary Cycling Team Equip nacional- Hongria |
| |

## Etapes
| Etapa    | Data       | Ciutats d'etapa               | type                    | Distància (km) | Desnivell (m) | Vencedor de l'etapa | Líder de la general |
| -------- | ---------- | ----------------------------- | ----------------------- | -------------- | ------------- | ------------------- | ------------------- |
| 1a etapa | 10 de maig | Szentgotthárd – Szentgotthárd | etapa plana             | 168,6          | 821 m         | Dylan Groenewegen   | Dylan Groenewegen   |
| 2a etapa | 11 de maig | Zalaegerszeg – Keszthely      | etapa plana             | 175,3          | 923 m         | Fabio Jakobsen      | Fabio Jakobsen      |
| 3a etapa | 12 de maig | Kaposvár – Pécs               | etapa de mitja muntanya | 179,9          | 2.511 m       | Marc Hirschi        | Marc Hirschi        |
| 4a etapa | 13 de maig | Martonvásár – Dobogó-kő       | etapa de mitja muntanya | 206,4          | 2.646 m       | Yannis Voisard      | Marc Hirschi        |
| 5a etapa | 14 de maig | Budapest – Budapest           | etapa plana             | 150            | 224 m         | suspesa             | Marc Hirschi        |

### Etapa 1
| \| Classificació de l'etapa \| Classificació de l'etapa \| Classificació de l'etapa \| Classificació de l'etapa \| Classificació de l'etapa \| \| Corredor \| Corredor \| Equip \| Temps \| \| \| ------------------------ \| ------------------------ \| ------------------------ \| ------------------------ \| ------------------------ \| \| 1r \| Dylan Groenewegen \| Team Jayco AlUla \| 3h 42' 56" \| \| \| 2n \| Sam Bennett \| Bora-Hansgrohe \| + 0" \| \| \| 3r \| Caleb Ewan \| Lotto Dstny \| + 0" \| \| \| 4t \| Phil Bauhaus \| Bahrain Victorious \| + 0" \| \| \| 5è \| Álvaro Hodeg Chagui \| UAE Team Emirates \| + 0" \| \| \| 6è \| Maikel Zijlaard \| Tudor Pro Cycling Team \| + 0" \| \| \| 7è \| Fabio Jakobsen \| Soudal Quick-Step \| + 0" \| \| \| 8è \| Matyáš Kopecký \| Team Novo Nordisk \| + 0" \| \| \| 9è \| Sasha Weemaes \| Human Powered Health \| + 0" \| \| \| 10è \| Jules Hesters \| Team Flanders-Baloise \| + 0" \| \| |                     |                        |            |
| |                     |                        |            |
| Font: ProCyclingStats |                     |                        |            |
| Classificació de l'etapa |                     |                        |            |
| Corredor | Corredor            | Equip                  | Temps      |
| 1r | Dylan Groenewegen   | Team Jayco AlUla       | 3h 42' 56" |
| 2n | Sam Bennett         | Bora-Hansgrohe         | + 0"       |
| 3r | Caleb Ewan          | Lotto Dstny            | + 0"       |
| 4t | Phil Bauhaus        | Bahrain Victorious     | + 0"       |
| 5è | Álvaro Hodeg Chagui | UAE Team Emirates      | + 0"       |
| 6è | Maikel Zijlaard     | Tudor Pro Cycling Team | + 0"       |
| 7è | Fabio Jakobsen      | Soudal Quick-Step      | + 0"       |
| 8è | Matyáš Kopecký      | Team Novo Nordisk      | + 0"       |
| 9è | Sasha Weemaes       | Human Powered Health   | + 0"       |
| 10è | Jules Hesters       | Team Flanders-Baloise  | + 0"       |

| \| Classificació general \| Classificació general \| Classificació general \| Classificació general \| Classificació general \| \| Corredor \| Corredor \| Equip \| Temps \| \| \| --------------------- \| --------------------- \| ---------------------------- \| --------------------- \| --------------------- \| \| 1r \| Dylan Groenewegen \| Team Jayco AlUla \| 3h 42' 46" \| \| \| 2n \| Matúš Štoček \| ATT Investments \| + 2" \| \| \| 3r \| Sam Bennett \| Bora-Hansgrohe \| + 4" \| \| \| 4t \| Charles Planet \| Team Novo Nordisk \| + 5" \| \| \| 5è \| Caleb Ewan \| Lotto Dstny \| + 6" \| \| \| 6è \| Balázs Rózsa \| Epronex-Hungary Cycling Team \| + 7" \| \| \| 7è \| Ward Vanhoof \| Team Flanders-Baloise \| + 9" \| \| \| 8è \| Zétény Szijártó \| Hongria \| + 9" \| \| \| 9è \| Phil Bauhaus \| Bahrain Victorious \| + 10" \| \| \| 10è \| Álvaro Hodeg Chagui \| UAE Team Emirates \| + 10" \| \| |                     |                              |            |
| |                     |                              |            |
| Font: ProCyclingStats |                     |                              |            |
| Classificació general |                     |                              |            |
| Corredor | Corredor            | Equip                        | Temps      |
| 1r | Dylan Groenewegen   | Team Jayco AlUla             | 3h 42' 46" |
| 2n | Matúš Štoček        | ATT Investments              | + 2"       |
| 3r | Sam Bennett         | Bora-Hansgrohe               | + 4"       |
| 4t | Charles Planet      | Team Novo Nordisk            | + 5"       |
| 5è | Caleb Ewan          | Lotto Dstny                  | + 6"       |
| 6è | Balázs Rózsa        | Epronex-Hungary Cycling Team | + 7"       |
| 7è | Ward Vanhoof        | Team Flanders-Baloise        | + 9"       |
| 8è | Zétény Szijártó     | Hongria                      | + 9"       |
| 9è | Phil Bauhaus        | Bahrain Victorious           | + 10"      |
| 10è | Álvaro Hodeg Chagui | UAE Team Emirates            | + 10"      |

### Etapa 2
| \| Classificació de l'etapa \| Classificació de l'etapa \| Classificació de l'etapa \| Classificació de l'etapa \| Classificació de l'etapa \| \| Corredor \| Corredor \| Equip \| Temps \| \| \| ------------------------ \| ------------------------ \| ------------------------ \| ------------------------ \| ------------------------ \| \| 1r \| Fabio Jakobsen \| Soudal Quick-Step \| 4h 05' 21" \| \| \| 2n \| Phil Bauhaus \| Bahrain Victorious \| + 0" \| \| \| 3r \| Vito Braet \| Team Flanders-Baloise \| + 0" \| \| \| 4t \| Casper van Uden \| Team DSM \| + 0" \| \| \| 5è \| Maikel Zijlaard \| Tudor Pro Cycling Team \| + 0" \| \| \| 6è \| Thibau Nys \| Trek-Segafredo \| + 0" \| \| \| 7è \| Caleb Ewan \| Lotto Dstny \| + 0" \| \| \| 8è \| Taj Jones \| Israel-Premier Tech \| + 0" \| \| \| 9è \| Matteo Moschetti \| Q36.5 Pro Cycling Team \| + 0" \| \| \| 10è \| Matyáš Kopecký \| Team Novo Nordisk \| + 0" \| \| |                  |                        |            |
| |                  |                        |            |
| Font: ProCyclingStats |                  |                        |            |
| Classificació de l'etapa |                  |                        |            |
| Corredor | Corredor         | Equip                  | Temps      |
| 1r | Fabio Jakobsen   | Soudal Quick-Step      | 4h 05' 21" |
| 2n | Phil Bauhaus     | Bahrain Victorious     | + 0"       |
| 3r | Vito Braet       | Team Flanders-Baloise  | + 0"       |
| 4t | Casper van Uden  | Team DSM               | + 0"       |
| 5è | Maikel Zijlaard  | Tudor Pro Cycling Team | + 0"       |
| 6è | Thibau Nys       | Trek-Segafredo         | + 0"       |
| 7è | Caleb Ewan       | Lotto Dstny            | + 0"       |
| 8è | Taj Jones        | Israel-Premier Tech    | + 0"       |
| 9è | Matteo Moschetti | Q36.5 Pro Cycling Team | + 0"       |
| 10è | Matyáš Kopecký   | Team Novo Nordisk      | + 0"       |

| \| Classificació general \| Classificació general \| Classificació general \| Classificació general \| Classificació general \| \| Corredor \| Corredor \| Equip \| Temps \| \| \| --------------------- \| ---------------------- \| --------------------- \| --------------------- \| --------------------- \| \| 1r \| Fabio Jakobsen \| Soudal Quick-Step \| 7h 48' 07" \| \| \| 2n \| Dylan Groenewegen \| Team Jayco AlUla \| + 0" \| \| \| 3r \| Matúš Štoček \| ATT Investments \| + 2" \| \| \| 4t \| Phil Bauhaus \| Bahrain Victorious \| + 4" \| \| \| 5è \| Sam Bennett \| Bora-Hansgrohe \| + 4" \| \| \| 6è \| Filippo Ridolfo \| Team Novo Nordisk \| + 4" \| \| \| 7è \| Caleb Ewan \| Lotto Dstny \| + 6" \| \| \| 8è \| Vito Braet \| Team Flanders-Baloise \| + 6" \| \| \| 9è \| Jhonatan Narváez Prado \| Ineos Grenadiers \| + 7" \| \| \| 10è \| Daniel Turek \| ATT Investments \| + 7" \| \| |                        |                       |            |
| |                        |                       |            |
| Font: ProCyclingStats |                        |                       |            |
| Classificació general |                        |                       |            |
| Corredor | Corredor               | Equip                 | Temps      |
| 1r | Fabio Jakobsen         | Soudal Quick-Step     | 7h 48' 07" |
| 2n | Dylan Groenewegen      | Team Jayco AlUla      | + 0"       |
| 3r | Matúš Štoček           | ATT Investments       | + 2"       |
| 4t | Phil Bauhaus           | Bahrain Victorious    | + 4"       |
| 5è | Sam Bennett            | Bora-Hansgrohe        | + 4"       |
| 6è | Filippo Ridolfo        | Team Novo Nordisk     | + 4"       |
| 7è | Caleb Ewan             | Lotto Dstny           | + 6"       |
| 8è | Vito Braet             | Team Flanders-Baloise | + 6"       |
| 9è | Jhonatan Narváez Prado | Ineos Grenadiers      | + 7"       |
| 10è | Daniel Turek           | ATT Investments       | + 7"       |

### Etapa 3
| \| Classificació de l'etapa \| Classificació de l'etapa \| Classificació de l'etapa \| Classificació de l'etapa \| Classificació de l'etapa \| \| Corredor \| Corredor \| Equip \| Temps \| \| \| ------------------------ \| ------------------------ \| ------------------------ \| ------------------------ \| ------------------------ \| \| 1r \| Marc Hirschi \| UAE Team Emirates \| 4h 26' 57" \| \| \| 2n \| Ben Tulett \| Ineos Grenadiers \| + 8" \| \| \| 3r \| Max Poole \| Team DSM \| + 10" \| \| \| 4t \| Sylvain Moniquet \| Lotto Dstny \| + 12" \| \| \| 5è \| Oscar Onley \| Team DSM \| + 12" \| \| \| 6è \| Matteo Fabbro \| Bora-Hansgrohe \| + 12" \| \| \| 7è \| Egan Bernal Gómez \| Ineos Grenadiers \| + 12" \| \| \| 8è \| Yannis Voisard \| Tudor Pro Cycling Team \| + 23" \| \| \| 9è \| Matteo Badilatti \| Q36.5 Pro Cycling Team \| + 23" \| \| \| 10è \| Márton Dina \| ATT Investments \| + 23" \| \| |                   |                        |            |
| |                   |                        |            |
| Font: ProCyclingStats |                   |                        |            |
| Classificació de l'etapa |                   |                        |            |
| Corredor | Corredor          | Equip                  | Temps      |
| 1r | Marc Hirschi      | UAE Team Emirates      | 4h 26' 57" |
| 2n | Ben Tulett        | Ineos Grenadiers       | + 8"       |
| 3r | Max Poole         | Team DSM               | + 10"      |
| 4t | Sylvain Moniquet  | Lotto Dstny            | + 12"      |
| 5è | Oscar Onley       | Team DSM               | + 12"      |
| 6è | Matteo Fabbro     | Bora-Hansgrohe         | + 12"      |
| 7è | Egan Bernal Gómez | Ineos Grenadiers       | + 12"      |
| 8è | Yannis Voisard    | Tudor Pro Cycling Team | + 23"      |
| 9è | Matteo Badilatti  | Q36.5 Pro Cycling Team | + 23"      |
| 10è | Márton Dina       | ATT Investments        | + 23"      |

| \| Classificació general \| Classificació general \| Classificació general \| Classificació general \| Classificació general \| \| Corredor \| Corredor \| Equip \| Temps \| \| \| --------------------- \| --------------------- \| ---------------------- \| --------------------- \| --------------------- \| \| 1r \| Marc Hirschi \| UAE Team Emirates \| 12h 15' 04" \| \| \| 2n \| Ben Tulett \| Ineos Grenadiers \| + 10" \| \| \| 3r \| Max Poole \| Team DSM \| + 16" \| \| \| 4t \| Oscar Onley \| Team DSM \| + 22" \| \| \| 5è \| Sylvain Moniquet \| Lotto Dstny \| + 22" \| \| \| 6è \| Matteo Fabbro \| Bora-Hansgrohe \| + 22" \| \| \| 7è \| Egan Bernal Gómez \| Ineos Grenadiers \| + 22" \| \| \| 8è \| Márton Dina \| ATT Investments \| + 33" \| \| \| 9è \| Yannis Voisard \| Tudor Pro Cycling Team \| + 33" \| \| \| 10è \| Matteo Badilatti \| Q36.5 Pro Cycling Team \| + 33" \| \| |                   |                        |             |
| |                   |                        |             |
| Font: ProCyclingStats |                   |                        |             |
| Classificació general |                   |                        |             |
| Corredor | Corredor          | Equip                  | Temps       |
| 1r | Marc Hirschi      | UAE Team Emirates      | 12h 15' 04" |
| 2n | Ben Tulett        | Ineos Grenadiers       | + 10"       |
| 3r | Max Poole         | Team DSM               | + 16"       |
| 4t | Oscar Onley       | Team DSM               | + 22"       |
| 5è | Sylvain Moniquet  | Lotto Dstny            | + 22"       |
| 6è | Matteo Fabbro     | Bora-Hansgrohe         | + 22"       |
| 7è | Egan Bernal Gómez | Ineos Grenadiers       | + 22"       |
| 8è | Márton Dina       | ATT Investments        | + 33"       |
| 9è | Yannis Voisard    | Tudor Pro Cycling Team | + 33"       |
| 10è | Matteo Badilatti  | Q36.5 Pro Cycling Team | + 33"       |

### Etapa 4
| \| Classificació de l'etapa \| Classificació de l'etapa \| Classificació de l'etapa \| Classificació de l'etapa \| Classificació de l'etapa \| \| Corredor \| Corredor \| Equip \| Temps \| \| \| ------------------------ \| ------------------------ \| ------------------------ \| ------------------------ \| ------------------------ \| \| 1r \| Yannis Voisard \| Tudor Pro Cycling Team \| 5h 04' 14" \| \| \| 2n \| Thibau Nys \| Trek-Segafredo \| + 10" \| \| \| 3r \| Sylvain Moniquet \| Lotto Dstny \| + 10" \| \| \| 4t \| Marc Hirschi \| UAE Team Emirates \| + 10" \| \| \| 5è \| Ben Tulett \| Ineos Grenadiers \| + 10" \| \| \| 6è \| Max Poole \| Team DSM \| + 10" \| \| \| 7è \| Matteo Fabbro \| Bora-Hansgrohe \| + 10" \| \| \| 8è \| Oscar Onley \| Team DSM \| + 10" \| \| \| 9è \| Davide Piganzoli \| Eolo-Kometa \| + 10" \| \| \| 10è \| Paul Double \| Human Powered Health \| + 10" \| \| |                  |                        |            |
| |                  |                        |            |
| Font: ProCyclingStats |                  |                        |            |
| Classificació de l'etapa |                  |                        |            |
| Corredor | Corredor         | Equip                  | Temps      |
| 1r | Yannis Voisard   | Tudor Pro Cycling Team | 5h 04' 14" |
| 2n | Thibau Nys       | Trek-Segafredo         | + 10"      |
| 3r | Sylvain Moniquet | Lotto Dstny            | + 10"      |
| 4t | Marc Hirschi     | UAE Team Emirates      | + 10"      |
| 5è | Ben Tulett       | Ineos Grenadiers       | + 10"      |
| 6è | Max Poole        | Team DSM               | + 10"      |
| 7è | Matteo Fabbro    | Bora-Hansgrohe         | + 10"      |
| 8è | Oscar Onley      | Team DSM               | + 10"      |
| 9è | Davide Piganzoli | Eolo-Kometa            | + 10"      |
| 10è | Paul Double      | Human Powered Health   | + 10"      |

| \| Classificació general \| Classificació general \| Classificació general \| Classificació general \| Classificació general \| \| Corredor \| Corredor \| Equip \| Temps \| \| \| --------------------- \| ------------------------ \| ---------------------- \| --------------------- \| --------------------- \| \| 1r \| Marc Hirschi \| UAE Team Emirates \| 17h 19' 28" \| \| \| 2n \| Ben Tulett \| Ineos Grenadiers \| + 10" \| \| \| 3r \| Yannis Voisard \| Tudor Pro Cycling Team \| + 13" \| \| \| 4t \| Max Poole \| Team DSM \| + 16" \| \| \| 5è \| Sylvain Moniquet \| Lotto Dstny \| + 18" \| \| \| 6è \| Oscar Onley \| Team DSM \| + 22" \| \| \| 7è \| Matteo Fabbro \| Bora-Hansgrohe \| + 22" \| \| \| 8è \| Egan Bernal Gómez \| Ineos Grenadiers \| + 22" \| \| \| 9è \| Davide Piganzoli \| Eolo-Kometa \| + 45" \| \| \| 10è \| Abel Balderstone Roumens \| Caja Rural-Seguros RGA \| + 45" \| \| |                          |                        |             |
| |                          |                        |             |
| Font: ProCyclingStats |                          |                        |             |
| Classificació general |                          |                        |             |
| Corredor | Corredor                 | Equip                  | Temps       |
| 1r | Marc Hirschi             | UAE Team Emirates      | 17h 19' 28" |
| 2n | Ben Tulett               | Ineos Grenadiers       | + 10"       |
| 3r | Yannis Voisard           | Tudor Pro Cycling Team | + 13"       |
| 4t | Max Poole                | Team DSM               | + 16"       |
| 5è | Sylvain Moniquet         | Lotto Dstny            | + 18"       |
| 6è | Oscar Onley              | Team DSM               | + 22"       |
| 7è | Matteo Fabbro            | Bora-Hansgrohe         | + 22"       |
| 8è | Egan Bernal Gómez        | Ineos Grenadiers       | + 22"       |
| 9è | Davide Piganzoli         | Eolo-Kometa            | + 45"       |
| 10è | Abel Balderstone Roumens | Caja Rural-Seguros RGA | + 45"       |

### Etapa 5
L'etapa fou anul·lada per les condicions meteorològiques.

## Classificacions finals

### Classificació general
| \| Classificació general \| Classificació general \| Classificació general \| Classificació general \| Classificació general \| \| Corredor \| Corredor \| Equip \| Temps \| \| \| --------------------- \| ------------------------ \| ---------------------- \| --------------------- \| --------------------- \| \| 1r \| Marc Hirschi \| UAE Team Emirates \| 17h 19' 28" \| \| \| 2n \| Ben Tulett \| Ineos Grenadiers \| + 10" \| \| \| 3r \| Yannis Voisard \| Tudor Pro Cycling Team \| + 13" \| \| \| 4t \| Max Poole \| Team DSM \| + 16" \| \| \| 5è \| Sylvain Moniquet \| Lotto Dstny \| + 18" \| \| \| 6è \| Oscar Onley \| Team DSM \| + 22" \| \| \| 7è \| Matteo Fabbro \| Bora-Hansgrohe \| + 22" \| \| \| 8è \| Egan Bernal Gómez \| Ineos Grenadiers \| + 22" \| \| \| 9è \| Davide Piganzoli \| Eolo-Kometa \| + 45" \| \| \| 10è \| Abel Balderstone Roumens \| Caja Rural-Seguros RGA \| + 45" \| \| |                          |                        |             |
| |                          |                        |             |
| Font: ProCyclingStats |                          |                        |             |
| Classificació general |                          |                        |             |
| Corredor | Corredor                 | Equip                  | Temps       |
| 1r | Marc Hirschi             | UAE Team Emirates      | 17h 19' 28" |
| 2n | Ben Tulett               | Ineos Grenadiers       | + 10"       |
| 3r | Yannis Voisard           | Tudor Pro Cycling Team | + 13"       |
| 4t | Max Poole                | Team DSM               | + 16"       |
| 5è | Sylvain Moniquet         | Lotto Dstny            | + 18"       |
| 6è | Oscar Onley              | Team DSM               | + 22"       |
| 7è | Matteo Fabbro            | Bora-Hansgrohe         | + 22"       |
| 8è | Egan Bernal Gómez        | Ineos Grenadiers       | + 22"       |
| 9è | Davide Piganzoli         | Eolo-Kometa            | + 45"       |
| 10è | Abel Balderstone Roumens | Caja Rural-Seguros RGA | + 45"       |

### Classificacions secundàries
| Classificació per punts | Classificació per punts | Classificació per punts | Classificació per punts | Classificació per punts |
| Corredor                | Corredor                | Equip                   | Punts                   |                         |
| ----------------------- | ----------------------- | ----------------------- | ----------------------- | ----------------------- |
| 1r                      | Matúš Štoček            | ATT Investments         | 28 pts                  |                         |
| 2n                      | Marc Hirschi            | UAE Team Emirates       | 23 pts                  |                         |
| 3r                      | Dries De Bondt          | Alpecin-Deceuninck      | 22 pts                  |                         |
| 4t                      | Ben Tulett              | Ineos Grenadiers        | 21 pts                  |                         |
| 5è                      | Phil Bauhaus            | Bahrain Victorious      | 20 pts                  |                         |
| 6è                      | Fabio Jakobsen          | Soudal Quick-Step       | 19 pts                  |                         |
| 7è                      | Yannis Voisard          | Tudor Pro Cycling Team  | 18 pts                  |                         |
| 8è                      | Sylvain Moniquet        | Lotto Dstny             | 18 pts                  |                         |
| 9è                      | Thibau Nys              | Trek-Segafredo          | 17 pts                  |                         |
| 10è                     | Dylan Groenewegen       | Team Jayco AlUla        | 15 pts                  |                         |

| Classificació per punts | Classificació per punts | Classificació per punts | Classificació per punts | Classificació per punts |
| Corredor                | Corredor                | Equip                   | Punts                   |                         |
| ----------------------- | ----------------------- | ----------------------- | ----------------------- | ----------------------- |
| 1r                      | Matúš Štoček            | ATT Investments         | 28 pts                  |                         |
| 2n                      | Marc Hirschi            | UAE Team Emirates       | 23 pts                  |                         |
| 3r                      | Dries De Bondt          | Alpecin-Deceuninck      | 22 pts                  |                         |
| 4t                      | Ben Tulett              | Ineos Grenadiers        | 21 pts                  |                         |
| 5è                      | Phil Bauhaus            | Bahrain Victorious      | 20 pts                  |                         |
| 6è                      | Fabio Jakobsen          | Soudal Quick-Step       | 19 pts                  |                         |
| 7è                      | Yannis Voisard          | Tudor Pro Cycling Team  | 18 pts                  |                         |
| 8è                      | Sylvain Moniquet        | Lotto Dstny             | 18 pts                  |                         |
| 9è                      | Thibau Nys              | Trek-Segafredo          | 17 pts                  |                         |
| 10è                     | Dylan Groenewegen       | Team Jayco AlUla        | 15 pts                  |                         |

| Classificació de la muntanya | Classificació de la muntanya | Classificació de la muntanya | Classificació de la muntanya | Classificació de la muntanya |
| Corredor                     | Corredor                     | Equip                        | Punts                        |                              |
| ---------------------------- | ---------------------------- | ---------------------------- | ---------------------------- | ---------------------------- |
| 1r                           | Sebastian Schönberger        | Human Powered Health         | 38 pts                       |                              |
| 2n                           | Filippo Ridolfo              | Team Novo Nordisk            | 28 pts                       |                              |
| 3r                           | Yves Lampaert                | Soudal Quick-Step            | 22 pts                       |                              |
| 4t                           | Jasper De Buyst              | Lotto Dstny                  | 22 pts                       |                              |
| 5è                           | Dries De Bondt               | Alpecin-Deceuninck           | 18 pts                       |                              |
| 6è                           | Marc Hirschi                 | UAE Team Emirates            | 16 pts                       |                              |
| 7è                           | Yannis Voisard               | Tudor Pro Cycling Team       | 15 pts                       |                              |
| 8è                           | Jarrad Drizners              | Lotto Dstny                  | 15 pts                       |                              |
| 9è                           | David Martin                 | Eolo-Kometa                  | 12 pts                       |                              |
| 10è                          | Matúš Štoček                 | ATT Investments              | 11 pts                       |                              |

| Classificació de la muntanya | Classificació de la muntanya | Classificació de la muntanya | Classificació de la muntanya | Classificació de la muntanya |
| Corredor                     | Corredor                     | Equip                        | Punts                        |                              |
| ---------------------------- | ---------------------------- | ---------------------------- | ---------------------------- | ---------------------------- |
| 1r                           | Sebastian Schönberger        | Human Powered Health         | 38 pts                       |                              |
| 2n                           | Filippo Ridolfo              | Team Novo Nordisk            | 28 pts                       |                              |
| 3r                           | Yves Lampaert                | Soudal Quick-Step            | 22 pts                       |                              |
| 4t                           | Jasper De Buyst              | Lotto Dstny                  | 22 pts                       |                              |
| 5è                           | Dries De Bondt               | Alpecin-Deceuninck           | 18 pts                       |                              |
| 6è                           | Marc Hirschi                 | UAE Team Emirates            | 16 pts                       |                              |
| 7è                           | Yannis Voisard               | Tudor Pro Cycling Team       | 15 pts                       |                              |
| 8è                           | Jarrad Drizners              | Lotto Dstny                  | 15 pts                       |                              |
| 9è                           | David Martin                 | Eolo-Kometa                  | 12 pts                       |                              |
| 10è                          | Matúš Štoček                 | ATT Investments              | 11 pts                       |                              |

#### Classificació per equips
| Classificació per equips | Classificació per equips | Classificació per equips | Classificació per equips |
| Equip                    | Equip                    | Temps                    |                          |
| ------------------------ | ------------------------ | ------------------------ | ------------------------ |
| 1r                       | Ineos Grenadiers         | 52h 00' 30"              |                          |
| 2n                       | Eolo-Kometa              | + 1' 33"                 |                          |
| 3r                       | Caja Rural-Seguros RGA   | + 3' 17"                 |                          |
| 4t                       | ATT Investments          | + 4' 25"                 |                          |
| 5è                       | Tudor Pro Cycling Team   | + 4' 25"                 |                          |
| 6è                       | Team Jayco AlUla         | + 4' 34"                 |                          |
| 7è                       | Lotto Dstny              | + 5' 07"                 |                          |
| 8è                       | Soudal Quick-Step        | + 5' 27"                 |                          |
| 9è                       | Israel-Premier Tech      | + 6' 19"                 |                          |
| 10è                      | Trek-Segafredo           | + 7' 38"                 |                          |

## Evolució de les classificacions
| Etapa                  | Vencedor               | Classificació general | Classificació per punts | Classificació de la muntanya | Millor hongarès | Classificació per equips |
| ---------------------- | ---------------------- | --------------------- | ----------------------- | ---------------------------- | --------------- | ------------------------ |
| 1                      | Dylan Groenewegen      | Dylan Groenewegen     | Dylan Groenewegen       | Matúš Štoček                 | Balázs Rózsa    | UAE Team Emirates        |
| 2                      | Fabio Jakobsen         | Fabio Jakobsen        | Phil Bauhaus            | Matúš Štoček                 | Balázs Rózsa    | Trek-Segafredo           |
| 3                      | Marc Hirschi           | Marc Hirschi          | Matúš Štoček            | Filippo Ridolfo              | Márton Dina     | Ineos Grenadiers         |
| 4                      | Yannis Voisard         | Marc Hirschi          | Matúš Štoček            | Sebastian Schönberger        | Márton Dina     | Ineos Grenadiers         |
| 5                      | suspesa                | Marc Hirschi          | Matúš Štoček            | Sebastian Schönberger        | Márton Dina     | Ineos Grenadiers         |
| Classificacions finals | Classificacions finals | Marc Hirschi          | Matúš Štoček            | Sebastian Schönberger        | Márton Dina     | Ineos Grenadiers         |